# Okręgowe rozgrywki w piłce nożnej woj. białostockiego (1924)
Drużyny z województwa białostockiego występują w rozgrywkach okręgu wileńskiego
Okręgowe rozgrywki w piłce nożnej województwa białostockiego prowadzone są przez Wileński Okręgowy Związek Piłki Nożnej.
Mistrzostwo Okręgu Wileńskiego zdobyła drużyna WKS Pogoń Wilno.
| Rozgrywki | Poziomy rozgrywkowe w sezonie 1924 | Poziomy rozgrywkowe w sezonie 1924 | Poziomy rozgrywkowe w sezonie 1924 | Poziomy rozgrywkowe w sezonie 1924 | Poziomy rozgrywkowe w sezonie 1924 | Poziomy rozgrywkowe w sezonie 1924 | Poziomy rozgrywkowe w sezonie 1924 |
| --------- | ---------------------------------- | ---------------------------------- | ---------------------------------- | ---------------------------------- | ---------------------------------- | ---------------------------------- | ---------------------------------- |
| Centralne | I poziom ligowy                    | Mistrzostwa Polski                 | Mistrzostwa Polski                 | Mistrzostwa Polski                 | Mistrzostwa Polski                 | Mistrzostwa Polski                 | Mistrzostwa Polski                 |
| Okręgowe  | II poziom ligowy                   | Klasa A (Wilno)                    | Klasa A (Wilno)                    | Klasa A (Wilno)                    | Klasa A (Wilno)                    | Klasa A (Wilno)                    | Klasa A (Wilno)                    |
| Okręgowe  | III poziom ligowy                  | Klasa B - gr.I                     | Klasa B - gr.I                     | Klasa B - gr.II                    | Klasa B - gr.II                    | Klasa B - gr.III                   | Klasa B - gr.III                   |

## Klasa A (Wileńska) - II poziom rozgrywkowy
| Anulowane rozgrywki klasy A | Anulowane rozgrywki klasy A | Anulowane rozgrywki klasy A | Anulowane rozgrywki klasy A | Anulowane rozgrywki klasy A | Anulowane rozgrywki klasy A | Anulowane rozgrywki klasy A | Anulowane rozgrywki klasy A |
| Poz.                        | Drużyna                     | M                           | Z                           | R                           | P                           | Bramki                      | Punkty                      |
| --------------------------- | --------------------------- | --------------------------- | --------------------------- | --------------------------- | --------------------------- | --------------------------- | --------------------------- |
| 1                           | WKS Pogoń Wilno             | 6                           | 3                           | 2                           | 1                           | 9-7                         | 8                           |
| 2                           | WKS 29PAP Grodno (b)        | 5                           | 3                           | 1                           | 1                           | 9-6                         | 7                           |
| 3                           | WKS 1PP Wilno               | 5                           | 2                           | 2                           | 1                           | 6-5                         | 6                           |
| 4                           | Wilja Wilno                 | 6                           | 0                           | 1                           | 5                           | 8-4                         | 1                           |

- WKS 29PAP Grodno był określany w skrócie jako WKS Grodno. Nie mylić z późniejszym WKS Grodno, który powstał z WKS 76PP.
- Wyniki WKS 29PAC zostały anulowane, klub został po sezonie rozwiązany.

| Mecze przed korektą              | opis           | Mecze powtórzone             |
| -------------------------------- | -------------- | ---------------------------- |
| I Seria                          |                |                              |
| 7.09. - WKS 1PP : Pogoń 0:0      | do powtórzenia | 8.11. WKS 1PP : Pogoń 1:2    |
| 7.09. - Wilja : WKS 29PAC 2:3    | anulowany      |                              |
| 13.09. - Pogoń : Wilja 2:1       | do powtórzenia | 1.11. - Pogoń : Wilja 1:2    |
| 14.09. - WKS 29PAC : WKS 1PP 2:0 | anulowany      |                              |
| 20.09. - WKS 1PP : Wilja 3:1     | do powtórzenia | 26.10. - WKS 1PP : Wilja 1:2 |
| 21.09. - WKS 29PAC : Pogoń 0:1   | anulowany      |                              |
| II seria                         |                |                              |
| Pogoń : WKS 1PP 1:1              | do powtórzenia | 30.11. - Pogoń : WKS 1PP 1:0 |
| 28.09) WKS 29PAC : Wilja 1:1     | anulowany      |                              |
| Pogoń : Wilja 3:2                | potwierdzony   |                              |
| WKS 29PAC : WKS 1PP (brak)       | anulowany      |                              |
| 11.10) 1PP : Wilja 2:1           | do powtórzenia | 15.11. - WKS 1PP : Wilja 3:1 |
| 12.10) WKS Pogoń : WKS 29PAC 2:3 | anulowany      |                              |

| Ostateczna końcowa tabela klasy A | Ostateczna końcowa tabela klasy A | Ostateczna końcowa tabela klasy A | Ostateczna końcowa tabela klasy A | Ostateczna końcowa tabela klasy A | Ostateczna końcowa tabela klasy A | Ostateczna końcowa tabela klasy A | Ostateczna końcowa tabela klasy A |
| Poz.                              | Drużyna                           | M                                 | Z                                 | R                                 | P                                 | Bramki                            | Punkty                            |
| --------------------------------- | --------------------------------- | --------------------------------- | --------------------------------- | --------------------------------- | --------------------------------- | --------------------------------- | --------------------------------- |
| 1                                 | WKS Pogoń Wilno                   | 4                                 | 3                                 | 0                                 | 1                                 | 7-5                               | 6                                 |
| 2                                 | Wilja Wilno                       | 4                                 | 2                                 | 0                                 | 2                                 | 7-8                               | 4                                 |
| 3                                 | WKS 1PP Wilno                     | 4                                 | 1                                 | 0                                 | 3                                 | 5-6                               | 2                                 |
| [ 3 ]                             |                                   |                                   |                                   |                                   |                                   |                                   |                                   |

- WKS Wilno zmienia nazwę na WKS Pogoń Wilno.
- Lauda Wilno zmiana nazwy na Wilja Wilno.
- WKS 29PAC został rozwiązany po sezonie.

## Klasa B - III poziom rozgrywkowy
Faza finałowa - eliminacje do klasy A
| Poz. | Drużyna            | M | Z | R | P | Bramki | Punkty |
| ---- | ------------------ | - | - | - | - | ------ | ------ |
| 1    | WKS 42PP Białystok | 6 | 5 | 1 | 0 | 16:1   | 11     |
| 2    | Makkabi Wilno      | 6 | 4 | 1 | 1 | 13:4   | 9      |
| 3    | Cresovia Grodno    | 4 | 0 | 0 | 6 | 0:18   | 0      |
| 4    | Sparta Wilno       | 4 | 0 | 0 | 6 | 0:18   | 0      |

- Kara nałożona przez WOZPN na Makkabi została zmieniona, ostatecznie dopuszczono zespół do rozgrywek eliminacyjnych.
- Za udział nieuprawnionych piłkarzy WOZPN unieważnił wszystkie mecze Cresovii i Sparty. Podtrzymał tę decyzję na walnym zebraniu 31.01-1.02.1925r.[4], jednocześnie uchwalając powiększenie klasy A do 6 zespołów, co za tym idzie dobranie spośród dwóch drużyn zdyskwalifikowanych trzeciego beniaminka.
- W maju i czerwcu 1925 roku rozegrano mecze kwalifikacyjne pomiędzy Spartą i Cresovią o wejście do klasy A.

Sparta : Cresovia 1:2, 3:2, trzeci mecz 1:3, awans Cresovii.
Mecze eliminacyjne
- 25.10. Sparta : WKS 42pp 2:3 zwer. (0-3)vo*
- 8.11. - Makkabi : Sparta 3:2 zwer. (3-0)vo*
- 11.11. - Makkabi : Sparta 2:2 zwer. (0-3)vo*
- 8.11. - Cresovia : WKS 42PP 4:0 zwer. (0-3)vo*
- 15.11. - Cresovia : Makkabi 2:0 zwer. (0-3)vo*
- 16.11. - Cresovia : Makkabi 2:0 zwer. (0-3)vo*
- 16.11. - WKS 42PP : Sparta 3:0(vo)[6]
- 22.11. - Sparta : Cresovia 1:1 zwer. (unieważnienie)*
- 23.11. - Sparta : Cresovia 1:5 zwer. (unieważnienie)*
- 23.11. - Makkabi : WKS 42PP 0:0
- ?.11. - WKS 42PP : Cresovia (brak) zwer. (3-0)vo*
- 30.11. - WKS 42PP : Makkabi 4:1
- (*) - Walkowery dla Cresovii i Sparty za wystawianie nieuprawnionych graczy.

Grupa wileńska
| Poz. | Drużyna                        | M | Z | R | P | Bramki | Punkty |
| ---- | ------------------------------ | - | - | - | - | ------ | ------ |
| 1    | Makkabi Wilno                  | 4 | 3 | 0 | 1 | 10-4   | 6      |
| 2    | Pogoń II Wilno                 | 2 | 0 | 1 | 1 | 3-5    | 1      |
| 3    | Wilja II Wilno                 | 2 | 2 | 0 | 0 | 7-1    | 4      |
| 4    | Sparta Wilno                   | 3 | 2 | 0 | 1 | 8-4    | 4      |
| 5    | ŻAKS Wilno                     | 3 | 1 | 1 | 1 | 8-12   | 3      |
| 6    | Iskra Wilno                    | 3 | 1 | 1 | 1 | 8-12   | 3      |
| 7    | WKS 85PP "Czarni" Nowa Wilejka | 1 | 0 | 0 | 1 | 1-3    | 0      |

- Tabela szczątkowa, kolejność zespołów prawidłowa.
- Drużynę Strzelca Wilno (tzn. rezerwy Strzelca z 1922r.) przejęła PCK (Polski Czerwony Krzyż) Sparta Wilno.
- Potocznie zwani Czarni Nowa Wilejka, to WKS 85PP "Czarni" Nowa Wilejka.

Grupa grodzieńska
| Poz. | Drużyna         | M | Z | R | P | Bramki | Punkty |
| ---- | --------------- | - | - | - | - | ------ | ------ |
| 1    | WKS 76PP Grodno | 1 | 0 | 1 | 0 | 1-1    | 1      |
| ?    | Hasmonea Grodno | 2 | 0 | 1 | 1 | 1-5    | 1      |
| ?    | WKS 77PP Lida   | 1 | 1 | 0 | 0 | 4-0    | 2      |
| ?    | (GOSO Grodno)   |   |   |   |   |        |        |

- Tabele szczątkowa, brak większości wyników, 1 m-ce WKS 76PP.
- Cresovia Grodno nie została dopuszczona do rozgrywek klasy B. Po zmianach w WOZPN-ie zdecydowano na rozegranie dodatkowego meczu pomiędzy zwycięskim WKS 76PP a Cresovią. Stawką meczu był awans do eliminacji do klasy A.
- WKS 76PP Grodno : Cresovia Grodno - zwycięstwo Cresovii

Grupa białostocka
| Poz. | Drużyna            | M | Z | R | P | Bramki | Punkty |
| ---- | ------------------ | - | - | - | - | ------ | ------ |
| 1    | WKS 42PP Białystok | 4 | 4 | 0 | 0 | 10-1   | 8      |
| 2    | BOSO Białystok     | 4 | 1 | 1 | 2 | 5-7    | 3      |
| 3    | ŻKS Białystok      | 4 | 0 | 1 | 3 | 2-9    | 1      |

Mecze
- 31.08. - ŻKS : WKS 42PP 0:3
- 6.09. - ŻKS : BOSO 1:1
- 14.09. - BOSO : WKS 42PP 1:2
- 27.09. - WKS 42PP : ŻKS 2:0
- 12.10. - WKS 42pp : BOSO 3:0(vo)
- 21.10. - BOSO : ŻKS 3:1

## Pauza w sezonie 1925
W 1924 roku rozegrano rozgrywki w klasie A, B i C. Jednak w tym samym roku nie odbyły się Mistrzostwa Polski. W związku z tym kluby A, B i C klasowe pauzowały w roku 1925, zachowując swoje miejsce i pozycję w danej klasie rozgrywkowej. Cała A, B i C klasa ruszyła z rozgrywkami od 1926 roku.
Rok 1925 nie przeminął zupełnie bez piłki rozgrywek piłki nożnej, odbyły się Mistrzostwa Polski 1925 z udziałem zwycięzców klasy A z sezonu 1924.